# Eusiphona mira
Eusiphona mira is een vliegensoort uit de familie van de Milichiidae. De wetenschappelijke naam van de soort is voor het eerst geldig gepubliceerd in 1897 door Coquillett.